# Yanec
Yanec o Yanic es un centro poblado del Perú ubicado en el Distrito de San Pedro de Cajas, de la Provincia de Tarma (Junín).
Ubicada a 3779 m s. n. m. a 180 km al este de Lima. Tiene una población de 620 habitantes. Dentro de la división eclesiástica de la Iglesia Católica del Perú, pertenece a la diócesis de Tarma. La mayoría de la población de la comunidad tiene como actividad principal la agricultura. Entre los cultivos principales de la zona destacan el de la papa.
La iglesia de Yanec es una de las más antiguas de la zona. La montaña Raushjanca se ubica cerca de Yanec.

## Historia
La comunidad campesina de Yanic fue fundada el 19 de febrero de 1713, en el gobierno del Virrey Diego Ladrón de Guevara.

## Caseríos
Yanic está conformada por 10 caseríos:
| Caseríos del centro poblado de Yanec | Caseríos del centro poblado de Yanec |
| Pos                                  | Caserío                              |
| ------------------------------------ | ------------------------------------ |
| 1                                    | Chunumana                            |
| 2                                    | Auquimarca                           |
| 3                                    | Pullao Tingo                         |
| 4                                    | Quishuar                             |
| 5                                    | Putaca                               |
| 6                                    | Luichus                              |
| 7                                    | Cayash                               |
| 8                                    | Haciendahuay                         |
| 9                                    | Choras                               |
| 10                                   | Yanic                                |
| Total                                | 10                                   |

## Festividades
El distrito celebra especialmente el carnaval y la Semana Santa. Otras festividades incluyen la chonguinada y santiago.

## Educación

### Instituciones educativas
| Colegios | Colegios      | Colegios  |
| N.º      | Nombres       | Ubicación |
| -------- | ------------- | --------- |
| 1        | IE 1803 Yanec | Yanec     |
| 2        | IE Chunumana  | Chunumana |
| 3        | IE Quishuar   | Quishuar  |
| 4        | IE 31479      | Yanec     |

## Autoridades

### Municipales
| Alcaldes de Yanec   | Alcaldes de Yanec      | Alcaldes de Yanec |
| Periodo             | Alcalde                | Partido político  |
| ------------------- | ---------------------- | ----------------- |
| 2023-2026           | Sebastián Huamán       |                   |
| Anteriores alcaldes |                        |                   |
| 2019-2022           | Jaime Chuco Echevarría |                   |
| 2015-2018           | Nela Chuco de Huamán   |                   |
| Total               |                        |                   |

## Galería

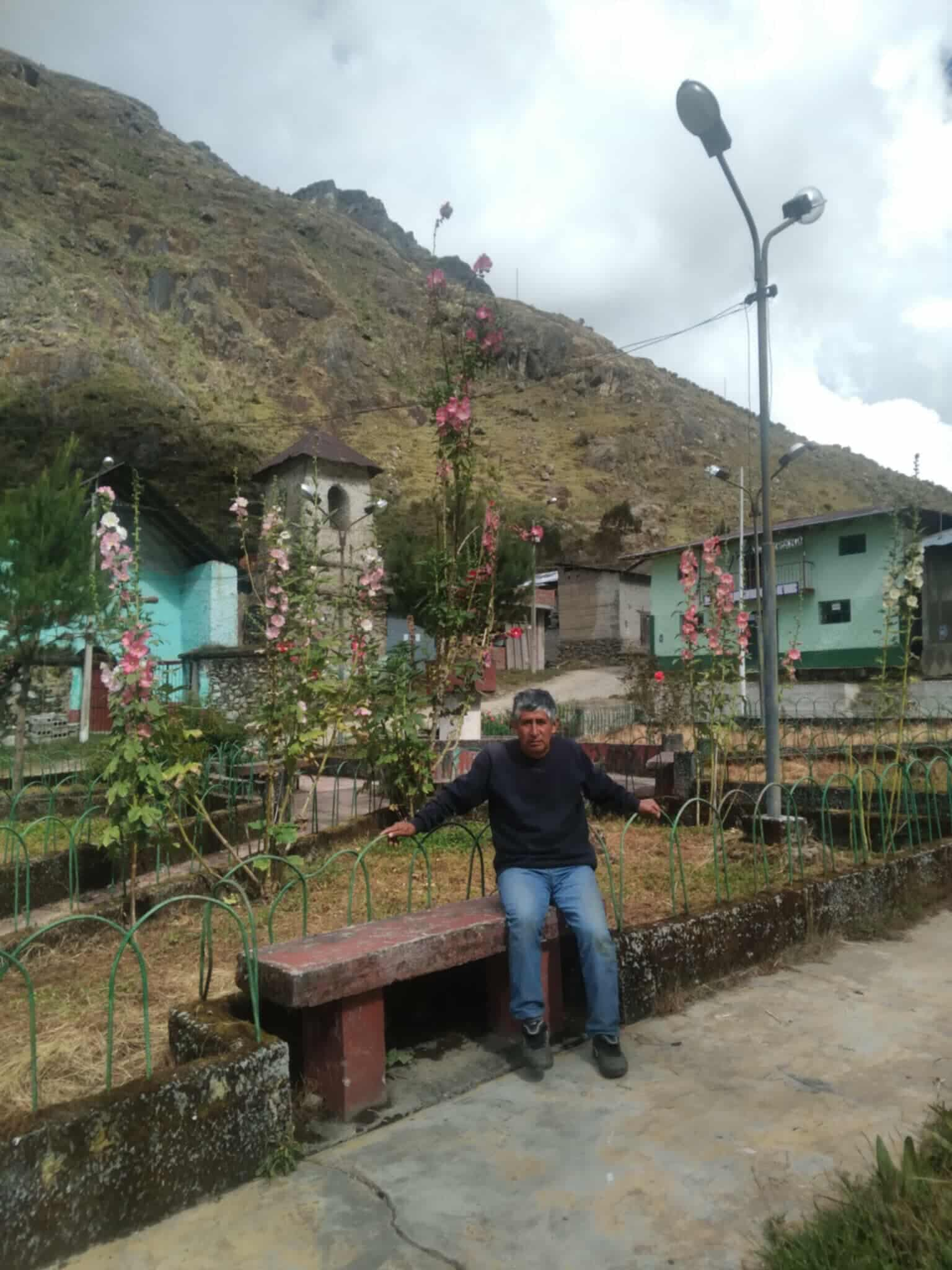
Plaza de Yanec
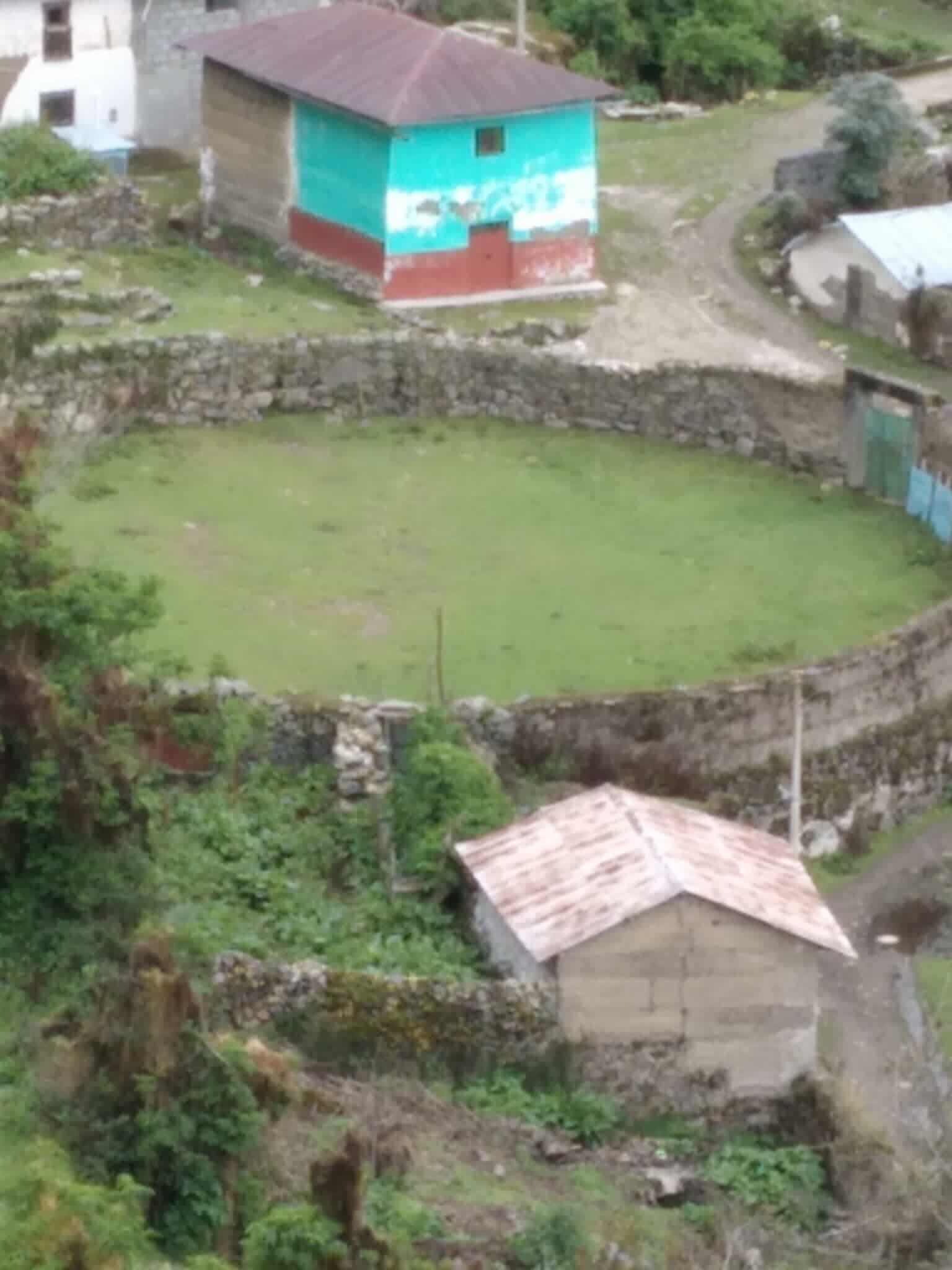
Plaza de toros de Yanec
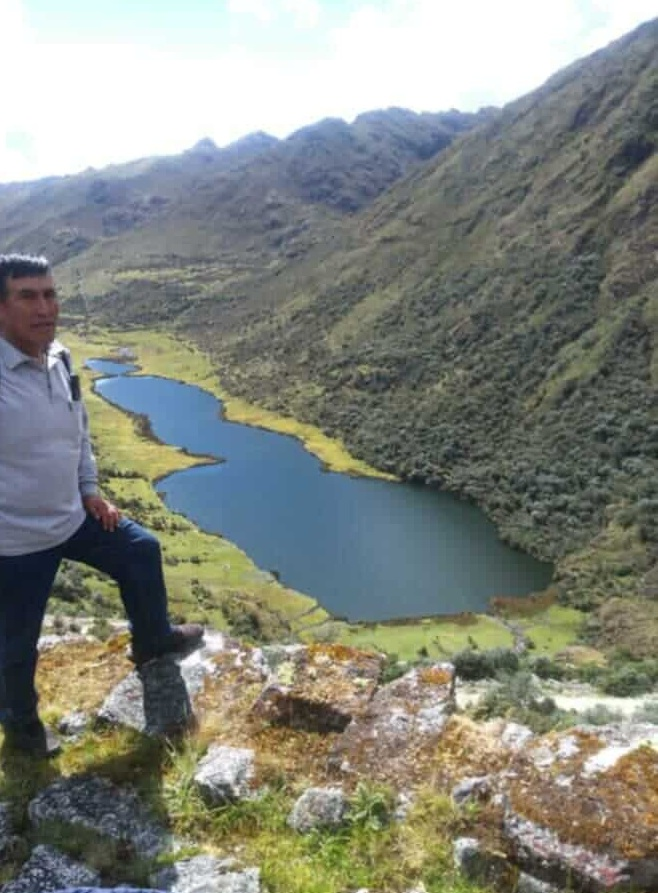
Laguna Gochasiquin - Quiebracola - Camino entre Quishuar a Cayash